# Паладини, Арканджела
Арканджела Паладини, или Арканджола Палладини (итал. Arcangela Paladini, Arcangiola Palladini; 1599, Пиза — 1622, Флоренция) — итальянская художница, певица и поэтесса.

## Биография
Арканджела Паладини была дочерью живописца из Пистои Филиппо ди Лоренцо Паладини (?—1608) и ученицей Алессандро Аллори. Паладини была современницей художницы Артемизии Джентилески (1593—1656). Возможно, она послужила моделью для образа Святой Цецилии, покровительницы музыки, написанного Артемизией. В пятнадцатилетнем возрасте Паладини уже была состоявшейся художницей во многих видах искусства: пение, живопись, поэзия. Переехав из Пизы во Флоренцию в 1615 году, она начала работать под руководством известного художника-маньериста Якопо Лигоцци.
Арканжела Паладини была искусна во многих областях искусства, таких как пение, написание стихов и живопись. Она создавала вышивки, писала портреты, изображения цветов, листвы, пейзажи.
Несмотря на то, что достоверно атрибутирована только одна из её работ, в описях имущества семьи Медичи хранятся описания многих произведений, в том числе портретов великого герцога Козимо II Медичи, а также портреты пером и чернилами, портреты Козимо II в технике вышивки.
Вначале художница жила в монастыре Святой Агаты, где её поддерживала великая герцогиня Мария Магдалина Медичи, которая впоследствии стала её главным благодетелем. В возрасте семнадцати лет, по предложению великой герцогини, Паладини вышла замуж за антверпенского мастера шпалер Яна Бруманса. Герцогиня пригласила Паладини работать при дворе и познакомила её со своим супругом Великим герцогом Козимо II. В 1621 году Арканджела получила предложение написать автопортрет для коридора Вазари в галерее Уффици. Мария Магдалина выставила картину в своей комнате и только позднее картину отправили в Уффици. Портрет был отреставрирован в 1967 году. Это единственная достоверно доказанная картина художницы.
Паладини скончалась в возрасте двадцати трёх лет (спустя шесть лет после замужества) во Флоренции в 1622 году и была похоронена в церкви Санта-Феличита, где великая герцогиня заказала надгробие, что было редкой честью. Гробница была создана скульпторами Агостино Буджардини и Антонио Новелли. Эпитафия сравнивает Палладини с богиней Афиной и прославленным древнегреческим живописцем Апеллесом.